# Gomer Berry (1er vicomte Kemsley)
James Gomer Berry (7 mai 1883 - 6 février 1968) est un propriétaire de charbonnage gallois et éditeur de journaux. Il est titré vicomte Kemsley.

## Jeunesse
Berry est né le fils de John Mathias, agent immobilier, et Mary Ann Rowe, de Merthyr Tydfil au Pays de Galles. Il est le frère cadet de Seymour Berry (1er baron Buckland), un industriel, et de William Berry (1er vicomte Camrose), un autre patron de presse. Il quitte l'école à l'âge de 14 ans. Il travaille ensuite dans le département de la publicité du journal de son frère Advertising World. Avec on frère, il achète ensuite Boxing World, puis, en 1915, The Sunday Times et le Financial Times en 1919.

## Carrière
Gomer Berry est à l'origine copropriétaire du Daily Telegraph avec son deuxième frère Lord Camrose et Lord Burnham. Il fonde Kemsley Newspapers, qui possède parmi ses titres The Sunday Times, The Daily Sketch et The Sunday Graphic.
En 1945, il recrute Ian Fleming pour superviser le Sunday Times. 
Berry est président de l'agence Reuters de 1951 à 1958 .
En 1954, Berry fait partie du consortium Kemsley-Winnick, qui remporte les premiers contrats de week-end ITV pour les Midlands et le nord de l'Angleterre. Berry a froid aux yeux sur le risque financier et se retire, provoquant l'effondrement du consortium.
En 1959, Kemsley Newspapers est acheté par Lord Thomson, ironiquement permis par les bénéfices de Thomson de la télévision écossaise.
Berry est créé baronnet en 1928, et est nommé officier de l'Ordre très vénérable de l'Hôpital de Saint-Jean de Jérusalem en 1931. En 1936, il est élevé à la pairie en tant que baron Kemsley, de Farnham Royal dans le comté de Buckingham, et avancé comme vicomte Kemsley, de Dropmore dans le comté de Buckingham, en 1945. En 1929, il est nommé haut shérif du Buckinghamshire et en 1959, chevalier grand-croix de l'ordre de l'Empire britannique (GBE) pour « service politique et public ».

## Mariages et famille
Lord Kemsley se marie deux fois. Il épouse d'abord en 1907 Mary Lilian Holmes, fille d'Horace George Holmes et de Mary Johnston née Macgregor, avec qui il a six fils et une fille:
- (Geoffrey) Lionel Berry (2e vicomte Kemsley) (né le 29 juin 1909, décédé le 28 février 1999)
- Denis Gomer Berry (né le 11 juillet 1911, décédé le 30 septembre 1983), père de Richard Berry, 3e vicomte Kemsley : Denis épouse Rosemary Leonora Ruth de Rothschild [4].
- William Neville Berry (né le 16 juin 1914, décédé le 19 mai 1998)
- John Douglas Berry (né le 1er mai 1916, tué au combat le 10 octobre 1944)
- Mary Pamela Berry (née le 13 juin 1918, décédée le 29 janvier 1998)
- Herbert Oswald Berry (né le 13 juin 1918, décédé le 8 juin 1952)
- Anthony Berry (né le 12 février 1925, tué le 12 octobre 1984)

Sa première femme décède le 1er février 1928 et le 30 avril 1931 il épouse Marie Edith Merandon du Plessis, fille d'EN Merandon du Plessis. Il n'y a pas d'enfants de ce mariage.
À sa mort, le vicomte Kemsley est enterré dans le cimetière de St Anne, Dropmore. Marie Edith, vicomtesse Kemsley est enterrée avec lui après sa mort le 12 septembre 1976. Le titre passe à son fils aîné Lionel. Son plus jeune fils, l'homme politique conservateur l'honorable Sir Anthony Berry, est tué par l'IRA lors de l'Attentat de Brighton en 1984.

## Ecrits
En tant que propriétaire de Kemsley Newspapers, le vicomte Kemsley fait plusieurs contributions écrites à son journal interne The Kemsley Writer. Kemsley supervise la publication du livre grand format à couverture rigide The Kemsley Manual of Journalism (Cassell, 1950). Sous-titré A Comprehensive Guide to the Practice and Principles of Modern Journalism, il comporte une introduction de Kemsley et un essai de son directeur des affaires étrangères Ian Fleming, plus tard l'auteur des romans de James Bond.